# Sosnowice (Petite-Pologne)
Pour les articles homonymes, voir Sosnowice.
Sosnowice est une localité polonaise de la gmina de Brzeźnica, située dans le powiat de Wadowice en voïvodie de Petite-Pologne.